# 解開密碼

《解開密碼》，皇冠出版社版本

《解開密碼》是科幻小說作家倪匡的作品之一，衛斯理系列編號118。該作品於1999年8月16日完成，並於2000年7月1日出版。本書是衛斯理系列中早期作品《密碼》的續集，作者於此書解開上集怪蛹種種不解之謎。

## 故事大綱
在《密碼》一書，班登醫生按其祖父的基因研究，自製出一個能孵出翼狀生物的蛹。然而，班登醫生對此沒有興趣，並把這蛹交由衛斯理研究。衛斯理自知自己水平不足，於是將此交由勒曼醫院研究。然而，勒曼醫院久久未有回複，衛斯理亦漸漸淡忘此事。
十多年後，衛斯理的好友溫寶裕（下稱小寶）參與一個名為「不明物品交易會」時看到一個怪容器，而這怪容器內部正與那蛹一樣。此事以後，衛斯理想起曾把蛹交由勒曼醫院研究。故此，衛斯理在好奇心下多次查問醫院研究的進度，卻沒有回音。對此，衛斯理感到莫名其妙。因此，他只好從容器入手，與小寶在拍賣會中取得容器。起初，二人認為這容器來歷不明，理應無人問津，能輕鬆取得。然而，那容器竟有一位名為「無名氏」之人競逐。
在拍賣會的一開始，衛斯理與小寶就不敵對方。衛斯理的太太白素早料有此可能，於是從非人協會中找來明白老夫人協助。可是，就算明白老夫人出價一百億元，對方不久後立即出價一百二十億元。由於衛斯理與小寶曾對明白老夫人堅稱只要出價一百億元，容器就為囊中之物，結果被為人刻薄的明白老夫人諷刺一番。衛斯理不甘受她諷刺，把她趕走。自然，沒有了明白老夫人的協助，衛斯理就沒有可能取得那容器，因此衛斯理打算從賣家湯達旦入手，試圖偷走其容器，於是計劃與白素、何藍絲與廉正風聯手偷走該容器。
在計劃中，衛斯理喬裝成一位中年人，於拍賣會場中監視湯達旦。在會場中，他得知拍賣會突然出現了「無名氏二號」。而當「無名氏」出價比「無名氏二號」更高時，一位男子（其實他是明白老夫人）極為難過。衛斯理推想推賣會中的「無名氏」為勒曼醫院，而二號則為非人協會。此時，他明白不論是勒曼醫院或是非人協會也在隱瞞和利用他。故此，他知道那男子為非人協會的成員，卻不解為何非人協會明知自己一定不敵勒曼醫院的財力，還要與醫院爭奪容器。
因此，衛斯理向那男人套口風，最終得悉非人協會擁有容器的蓋子。容器必定要與蓋子結合，方能得出結果。衛斯理了解此事後，認為與其獨自研究容器，不如使已得到容器的勒曼醫院與非人協會合作。故此，衛斯理取消了與廉正風等人的行動。
非人協會把蓋子帶到勒曼醫院後，明白老夫人表示他們無法研究該蓋子，故堅決要取得容器，希望可取得一些效果。勒曼醫院的成員表示該蓋子極為堅硬，硬度為一百萬，並非地球的元素。然而，勒曼醫院對那蛹也沒有什麼頭緒，原因是那蛹非常堅韌，他們花了多年的時間才能外星中取得一種元素注取其汁液。原來這蛹擁有數百萬種生物的細胞，而這些細胞並不活躍。同時，如亮聲等勒曼醫院的成員均表示這蛹至少有十億年的歷史。換言之，即在地球未出現前，這容器、蓋子與蛹已經出現。
因此，勒曼醫院推測在地球和宇宙大爆炸出現之前，太空中應存在一個擁有高度智慧生物的星球。然而，由於該星球得悉大爆炸將發生，故此把所有生物的細胞放入蛹中，並被容器與蓋子保護，漂流到各地，當生存條件適合時，細胞就會活躍起來，各種生物就會破蛹而出。然而，這個蛹卻與容器分離，失去保護，令蛹多年來沒有孵化。
更驚人的是，原來蛹中的大部份生物如穿山甲、蝴蝶等都並非原來屬於地球的生物。蛹當中有一種生物比人類更為強壯、具有智慧，然而卻因地球中缺少他們必需的元素而沒有在地球出現，否則人類僅為地球中的次級生物。

## 相關人物
衛斯理
書中主角，他最初聽到小寶提到有關容器的事，以為他胡說八道。後來明白真相後與小寶一同參與拍賣活動。在拍賣會初時，衛斯理未有打算聽從白素之言，求助於明白老夫人，加上衛斯理最初堅稱只要一百億元則能解決問題，結果被明白老夫人諷刺為「大草包」。
到故事後期，衛斯理得悉蛹中有比人類更卓越的生物時感到極不舒服，並幸而這種生物沒有出現。
白素
衛斯理太太，在本小說中，她少有的對故事影響不大。
在故事中，她是首位質疑勒曼醫院的角色，但避免打擊到衛斯理。她沒有把自己的意見告訴其夫。後來，她得悉衛斯理參加拍賣會前，洞識到競爭對手為財力巨大的勒曼醫院時，即從非人協會中請來明白老夫人協助。
在故事的後期，當她了解到蛹中有各種生物時，除興幸高等生物沒有出現外，更興幸當中的生物沒有出現，否則一定會出現生態災難。
明白老夫人
『非人協會』主席，基於某種目的出席聚會，善於喬裝，衛斯理不能分辨其真實年齡，甚至連法術高明的何藍絲亦不知其性別。
明白老夫人雖然經常出言不遜，如直指衛斯理與溫寶裕為「大、小草包」，但卻有極好的風度，如她對於衛斯理把她遂走一事毫不在乎。
溫寶裕
衛斯理忘年之交，基於他為「陶氏收藏基金會」的主席，因此他可以參與不同的拍賣會與動用大量的資金。在一次拍賣會中，小寶見到一個怪容器，聯想到《密碼》中的怪蛹，於是通知衛斯理。
在勒曼醫院中，他提出了容器本來並非飛行器的想法，打破了醫院中眾人一直以為容器是來自「宇宙之外」的想法，令故事發展到與宇宙大爆炸有關。
湯達旦
容器賣家，自稱為「探索家」。湯達旦以神秘的方式取得各種世人以為消失的文物，並把這些文明賣出，當中包括王羲之的蘭亭集序真跡，衛斯理曾推試他是盜取盜墓者齊白的寶物。
衛斯理對湯達旦全沒好感，儘管湯達旦一口牛津腔，受過高度教育，但由於他面目可憎和他的虛偽，令衛斯理十分討厭他。
何藍絲
溫寶裕的女友。衛斯理原來計劃從湯達旦手中偷走容器，故找來降頭了得的何藍絲。然而，計劃取消前，何藍絲已與衛斯理在倫敦會合，於是何藍絲與衛斯理等人繼續追查容器。
最終，湯達旦從拍賣中取得厚利，由於衛斯理等人對他的討厭，何藍絲計劃以她的方法取回湯達旦賺得的錢(見《閉關開關》)。
小郭
衛斯理好友，為一位出色的偵探，他曾協助衛斯理調查湯達旦的身份，結果發現湯達旦則在三年前才活躍，而他得到寶物的方式連小郭也無法知曉。另外，小郭曾在全球找來9位精英偵探協助衛斯理監視湯達旦。